# 1952年大韓民国大統領選挙
1952年大韓民国大統領選挙(1952ねんだいかんみんこくだいとうりょうせんきょ)は、大韓民国大統領を選出するため1952年8月5日に投票が行なわれた、第一共和国時代の韓国における選挙である。なお、韓国では選挙回数を「第○回」ではなく「第○代」と表記するのが一般的である。

## 解説
大統領の任期4年が満了したことに伴って実施された選挙である。
今回の選挙から選挙制度が国会議員による間接選挙から国民による直接選挙へと改められた。これは前月の7月4日、大統領の直接選挙制と国会の両院制導入を主な内容とする憲法改正案（通称・抜粋改憲案）が国会で可決され、同月7日に公布されたことを受けたものである。正大統領選挙では、現職大統領の李承晩候補が圧倒的な支持を得て再選された。

## 候補者
| 番号 | 候補者名         | 党派             |
| ---- | ---------------- | ---------------- |
| 1    | 曺奉岩（조봉암） | 無所属（무소속） |
| 2    | 李承晩（이승만） | 自由党（자유당） |
| 3    | 李始栄（이시영） | 無所属（무소속） |
| 4    | 申興雨（신흥우） | 無所属（무소속） |

| 番号 | 候補者           | 党派                         |
| ---- | ---------------- | ---------------------------- |
| 1    | 李允榮（이윤영） | 朝鮮民主党（조선민주당）     |
| 2    | 咸台永（함태영） | 無所属（무소속）             |
| 3    | 李甲成（이갑성） | 自由党合同派（자유당합동파） |
| 4    | 趙炳玉（조병옥） | 民主国民党（민주국민당）     |
| 5    | 任永信（임영신） | 自由党合同派（자유당합동파） |
| 6    | 白性郁（백성욱） | 自由党（자유당）             |
| 7    | 鄭基元（정기원） | 自由党合同派（자유당합동파） |
| 8    | 錢鎭漢（전진한） | 大韓労総（대한노총）         |
| 9    | 李範奭（이범석） | 自由党（자유당）             |

## 選挙結果
- 投票日：1952年8月5日
- 投票率：88.0％[4]

| 当落 | 候補者 | 党派   | 得票数    | 得票率 (％) |
| ---- | ------ | ------ | --------- | ----------- |
| 当選 | 李承晩 | 自由党 | 5,328,769 | 74.6        |
|      | 曺奉岩 | 無所属 | 797,504   | 11.4        |
|      | 李始栄 | 無所属 | 764,715   | 10.9        |
|      | 申興雨 | 無所属 | 219,696   | 3.1         |

| 当落 | 候補者           | 党派                         | 得票数    | 得票率 (％) |
| ---- | ---------------- | ---------------------------- | --------- | ----------- |
| 当選 | 咸台永（함태영） | 無所属（무소속）             | 2,943,813 | 41.3        |
|      | 李範奭（이범석） | 自由党（자유당）             | 1,815,692 | 25.4        |
|      | 趙炳玉（조병옥） | 民主国民党（민주국민당）     | 575,260   | 8.1         |
|      | 李甲成（이갑성） | 自由党合同派（자유당합동파） | 500,972   | 7.0         |
|      | 李允榮（이윤영） | 朝鮮民主党（조선민주당）     | 458,583   | 6.4         |
|      | 錢鎭漢（전진한） | 大韓労総（대한노총）         | 302,471   | 4.2         |
|      | 任永信（임영신） | 自由党合同派（자유당합동파） | 190,211   | 2.7         |
|      | 白性郁（백성욱） | 自由党（자유당）             | 181,388   | 2.5         |
|      | 鄭基元（정기원） | 自由党合同派（자유당합동파） | 164,907   | 2.3         |

正大統領選挙では当初の予想通り李承晩が当選したが、副大統領選挙では咸台永（ハム・テヨン）候補が自由党公認の李範奭候補を破って当選した。李範奭候補は「釜山政治波動」時の内務長官、院外自由党の副党首として大統領直選制導入をするための改憲推進に尽力したにもかかわらず、李承晩が李範奭の支持勢力である旧朝鮮民族青年団（族青）系勢力拡大を阻止する目的で、警察力を動員して咸台永を当選させたものである。選挙後の9月12日、李承晩は、族青系を反党分子と宣言して自由党から完全排除し、後に彼を絶対的に支持する勢力のみで自由党の指導部を固めた。